# Marco Colocci
Marco Colocci (* 1. November 1988 in Chur) ist ein Schweizer ehemaliger Fussballspieler.

## Karriere
Colocci begann seine Karriere beim FC Landquart-Herrschaft und gab bereits mit 15 Jahren sein Debüt für die erste Mannschaft in der 2. Liga interregional 2003. Nach vier Jahren in der ersten Mannschaft des FC Landquart-Herrschaft, wechselte er 2007 zum USV Eschen-Mauren. Am 1. Juli 2009 unterschrieb er beim FC Vaduz einen Vertrag bis zum 30. Juni 2011. Er absolvierte 27 Ligaspiele für Vaduz und erzielte dabei ein Tor. Im Januar 2011 wechselte er zurück auf Leihbasis zu seinem alten Verein USV Eschen-Mauren und machte damit für Philippe Erne beim Liechtensteiner Hauptstadtklub Platz. Nachdem er sich in den 6 Monaten Leihphase bei Eschen/Mauren zum Leistungsträger entwickelt hatte, wurde er am 29. Juni 2011 von FC Vaduz freigekauft. Am 27. November 2011 gab er seinen Wechsel, in seine Geburtsstadt zum FC Chur 97 bekannt.

## Titel und Erfolge
FC Vaduz
- Liechtensteiner Cupsieger: 2010, 2011

USV Eschen-Mauren
- Liechtensteiner Cupsieger: 2012
- Torschützenkönig der 1. Liga (Gruppe 3): 2015/16 (16 Treffer)